# صناعة الألماس في إسرائيل

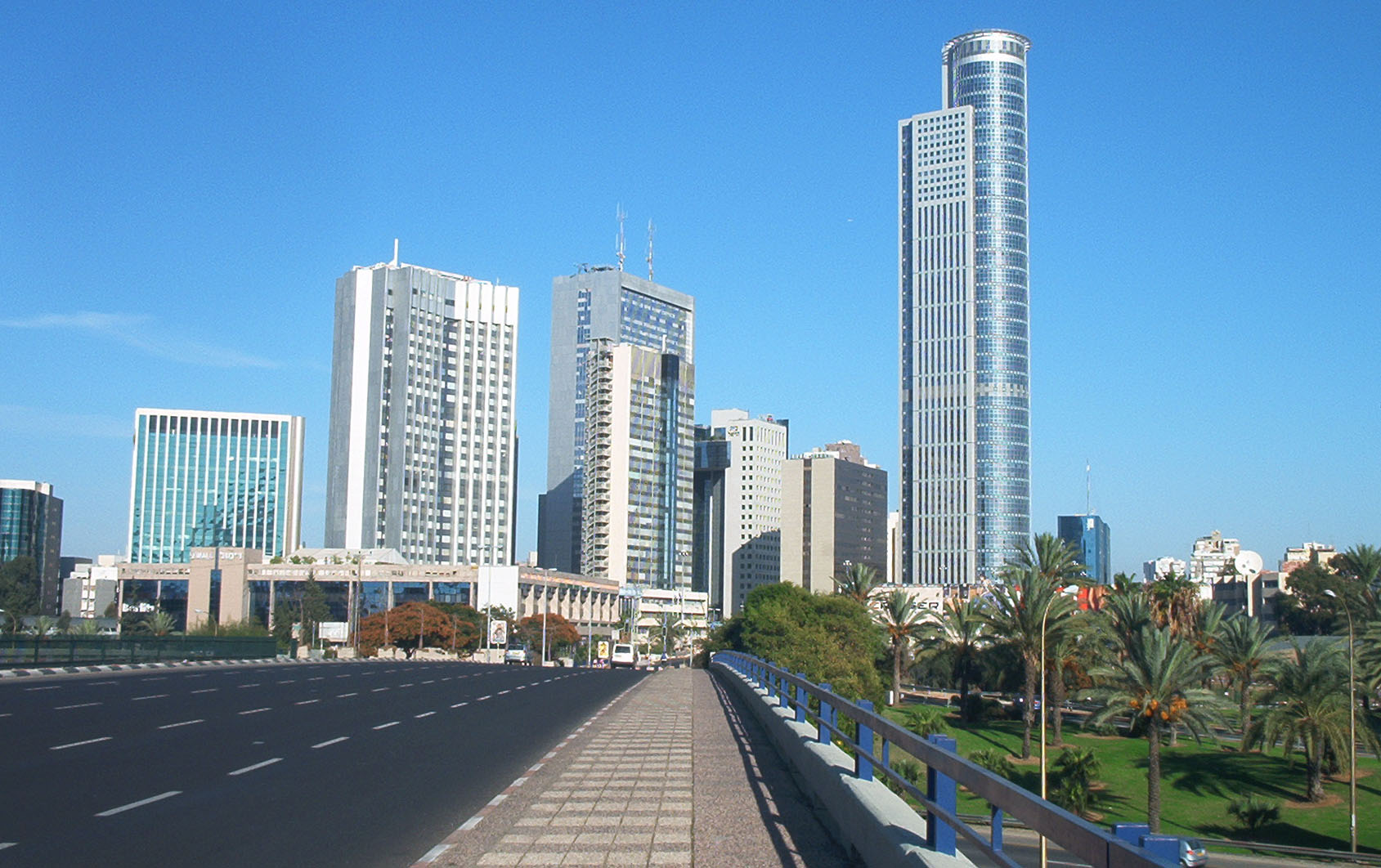
منطقة بورصة الألماس في رمات غان

صناعة الألماس في إسرائيل تعد لاعباً عالمياً مهماً في إنتاج قطع الألماس للبيع بالجملة، ففي عام 2010 أصبحت إسرائيل رئيسًا لنظام عملية كيمبرلي لإصدار شهادات المنشأ، واعتبارًا من 2016 تشكل قطع الألماس 23.2٪ من إجمالي صادرات إسرائيل وكانت أكبر منتج يتم تصديره فيها، حيث بلغت 12٪ من الإنتاج العالمي.

## التاريخ

### الحرف التقليدية اليهودية
تعد حرفة قطع الألماس حرفة يهودية تقليدية تعود إلى قرون، ففي أواخر القرن 15، اخترع قاطع الألماس اليهودي لودفيك فان بيركن عجلة التلميع سكيف، وهو ابتكار تكنولوجي أحدث ثورة في هذه الصناعة.

### بدايات ما قبل الدولة
بدا ما سيصبح فيما بعد صناعة الألماس الإسرائيلية في عام 1937، أي قبل 11 عاماً إعلان الدولة، عندما تم افتتاح أول مصنع لتلميع الألماس في بتاح تكفا من قبل خبراء اللاجئين من هولندا، وفي عام 1938 تمت إزالة رسوم الاستيراد بنسبة 15٪ على الأحجار الخام المستوردة. بحلول عام 1944 كانت هذه الصناعة تستوعب 3300 عامل في 33 مصنعًا باستثمارات رأسمالية يهودية بالكامل بقيمة 1,320,000 جنيهًا فلسطينيًا. تجاوزت قيمة الصادرات 3,200,000 جنيهًا فلسطينياً إلى الولايات المتحدة وكندا والهند؛ حيث كانت القيمة الأكبر لأي سلعة فردية تم تصديرها من فلسطين الانتدابية في ذلك العام. بين عامي 1944 و1948 عانت الصناعة من الفوضى المتزايدة وتم إغلاقها تمامًا في فبراير 1948.

### السنوات الأولى لدولة إسرائيل
بعد إعلان الدولة، تم تحويل الاقتصاد من الاستهلاكي إلى اقتصاد الحرب، وجاء ذلك في أوج أزمة الألماس حيث كانت العديد من الاقتصادات التي مزقتها الحرب تكافح من أجل إعادة تأسيسها. خلال الخمس عشرة سنة الأولى من وجود إسرائيل، كان الألماس وبرتقال يافا من أهم منتجات التصدير للدولة الجديدة، وبعد أن وصلت إلى أدنى نقطة لها في أعقاب إغلاق عام 1948،[محل شك] استمرت هذه الصناعة في النمو، وأصبحت رائدة عالميًا في صناعة الألماس.[بحاجة لمصدر]

## الوضع الحالي
في بداية القرن 21، كانت إسرائيل واحدة من المراكز الثلاثة الرئيسية في العالم للألماس المصقول إلى جانب بلجيكا والهند. في 2012 هبط صافي صادرات الألماس المصقول في إسرائيل بنسبة 22.8٪، حيث انخفضت إلى 5.56 مليار دولار من 7.2 مليار دولار في عام 2011، وانخفض صافي صادرات الألماس الخام بنسبة 20.1٪ إلى 2.8 مليار دولار، وتراجع صافي صادرات الألماس المصقول بنسبة 24.9٪ إلى 4.3 مليار دولار، بينما انخفضت واردات الألماس الخام 12.9% إلى 3.8 مليار دولار. أكبر الأسواق هي الولايات المتحدة بنسبة تمثل 36 ٪ من إجمالي سوق التصدير للماس المصقول بينما تظل هونغ كونغ في المرتبة الثانية بنسبة 28 ٪ وبلجيكا بنسبة 8 ٪ في المرتبة الثالثة.

## البنية التحتية التجارية
تقع هذه الصناعة في «منطقة الألماس» في رمات غان في منطقة تل أبيب. يتكون المجمع من 4 مبان مترابطة فيما بينها بممرات، وتتم عملية التداول بالكامل في هذا المجمع. يحتوي برج الألماس في المنطقة على أكبر قاعة لتجارة الألماس في العالم.
تمول حكومة إسرائيل معهد الألماس الإسرائيلي وهي هيئة صناعة غير ربحية، لتمثيل المنظمات والمؤسسات المشاركة في صناعة الألماس الإسرائيلية. 

## مبادئ الصناعة
تضمن صناعة الألماس الإسرائيلية أن جميع أنواع الألماس مصنعة بشكل طبيعي بنسبة 100٪ وتشارك في عملية كيمبرلي، وهي نظام لإصدار الشهادات هدفه ضمان عدم دخول أي ألماس دموي إلى السوق.
ومع ذلك، يقول بعض نشطاء حقوق الإنسان إن عملية كيمبرلي تعرّف الألماس الممول للصراع بصورة ضيقة للغاية فقط فيما يتعلق بالأحجار غير المصقولة، مما يمكّن صناعة قطع الألماس في إسرائيل من تجنب الانتباه. دعت حركة المقاطعة وسحب الاستثمارات والعقوبات - من بين أمور أخرى - إلى اعتبار الألماس المجهز في إسرائيل ألماسًا للصراع.